# Criterion Games
Criterion Games — компания-разработчик компьютерных игр, размещённая в Гилдфорде, Юго-Восточная Англия; дочернее предприятие Electronic Arts. Приобрела свою известность и популярность благодаря серии гонок Burnout, шутеру от первого лица Black и игровому движку RenderWare.

## История компании
Изначально компания Criterion Software Ltd была основана для коммерциализации технологии рендеринга трёхмерной графики Дэвидом ЛауКи (англ. David Lau-Kee) и Адамом Биллярдом (англ. Adam Billyard), которые ранее были сотрудниками Европейской лаборатории исследований компании Canon (англ. Canon's European Research Lab). Criterion специализировалась на разработке семейства игровых движков RenderWare, которые включают графический движок, физический движок, звуковой движок, игровой искусственный интеллект и другие необходимые компоненты и являются полноценной платформой для создания компьютерных мультиплатформенных игр. Движок активно предлагается для лицензирования другим компаниям. RenderWare используется во множестве высокобюджетных игр, он был лицензирован различными компаниями для своих нужд, например, Rockstar Games для Grand Theft Auto III, Grand Theft Auto: Vice City и Grand Theft Auto: San Andreas. Также на RenderWare выпущены все игры собственного производства Criterion. Движок активно дорабатывался в недрах компании и имеет множество внутренних версий, он подходит для создания игр любого жанра и типа игрового процесса.
В 2001 году вышла первая игра Burnout — аркадные экстремальные автомобильные гонки. В дальнейшем в этой серии было выпущено множество игр, а последняя (основная) часть — Burnout Paradise, — вышла в 2008 году.
В августе 2004 года крупнейший американский издатель и разработчик компьютерных игр Electronic Arts объявил о том, что он приобрёл Criterion Games. Согласно слухам, цена сделки составила £40 миллионов, принимая во внимание покупную цену и существующий долг. После этого был выпущен шутер от первого лица Black для игровых приставок PlayStation 2 и Xbox.
После покупки Electronic Arts вместе с Criterion заявили о том, что движок RenderWare будет и дальше предлагаться для лицензирования сторонним компаниям. Однако некоторые клиенты решили, что будет слишком рискованным полагаться на технологию, которая находится в собственности их главного конкурента. Спустя некоторое время, Electronic Arts убрала RenderWare из продажи, сделав его доступным только для своих дочерних студий. Тем не менее, поддерживались старые лицензионные соглашения и некоторые компании использовали движок в продолжениях своих игр, если это было описано в контрактах.
Летом 2006 года был закрыт офис в Дерби. В начале марта 2007 года Electronic Arts переместила базовый офис компании Criterion и её вспомогательный офис в городе Чертси в новые здания в центре Гилдфорда, создав таким образом единую студию, которая насчитывала приблизительно 500 сотрудников, работающих полный день.
В период с 2010 по 2012 год усилия студии издательством Electronic Arts были направлены на развитие серии Need for Speed. Игры из этой серии стали первыми проектами Criterion за 9 лет, не связанными с вселенной Burnout (не считая Black).
16 апреля 2013 года глава Criterion Games Алекс Уорд (англ. Alex Ward) заявил, что студия решила взять перерыв в разработке гоночных игр и планирует попробовать себя в других жанрах; студия готова вернуться к серии Burnout, но лишь тогда, когда для этого придёт время. Позднее стало известно, что часть сотрудников, в результате решения сотрудников и руководства компании, перешла, для работы над Need for Speed: Rivals, в состав новой студии Ghost Games (также дочерняя студия EA). Позднее Уорд вместе с другой работницей Criterion, Фионой Сперри (англ. Fiona Sperry), покинули прежнюю студию, основав новое предприятие Three Fields Entertainment.
На протяжении ряда лет Criterion Games участвует во вспомогательных работах над играми других подразделений Electronic Arts. В 2020 году было анонсировано, что компания вернётся к разработке игр серии Need for Speed в качестве основного разработчика.
В мае 2022 года EA объединила Codemasters Cheshire, дочернюю компанию Codemasters, с Criterion Games, чтобы поддержать работу над серией Need for Speed, поскольку две компании уже несколько месяцев вместе работали над новой игрой в этой серии.

## Разработанные игры
| Название игры                                       | Год выпуска | Платформы                                                        | Примечание                                                                                                |
| --------------------------------------------------- | ----------- | ---------------------------------------------------------------- | --- |
| Scorched Planet                                     | 1996        | PC (Microsoft Windows)                                           | |
| Sub Culture                                         | 1997        | PC (Microsoft Windows)                                           | |
| Redline Racer                                       | 1998        | Windows                                                          | |
| Trickstyle                                          | 1999        | Dreamcast, Windows                                               | |
| Deep Fighter                                        | 2000        | Dreamcast, Windows                                               | |
| Suzuki Alstare Racing                               | 2000        | Dreamcast                                                        | |
| Burnout                                             | 2001        | PlayStation 2, Xbox, GameCube                                    | Первая игра в собственной серии гоночных игр Burnout.                                                     |
| Airblade                                            | 2002        | PlayStation 2                                                    | |
| Burnout 2: Point of Impact                          | 2002        | PlayStation 2, Xbox, GameCube                                    | |
| Burnout 3: Takedown                                 | 2004        | PlayStation 2, Xbox                                              | |
| Burnout Legends                                     | 2005        | PlayStation Portable, Nintendo DS                                | |
| Burnout Revenge                                     | 2005        | PlayStation 2, Xbox, Xbox 360                                    | Версия для Xbox 360 вышла год спустя, в 2006 году.                                                        |
| Black                                               | 2006        | PlayStation 2, Xbox, Xbox 360, Xbox One                          | На Xbox 360 вышла в 2008 году, в линейке Originals.                                                       |
| Burnout Paradise Burnout Paradise: The Ultimate Box | 2008 2009   | PlayStation 3, Xbox 360, Windows                                 | На ПК была портирована версия The Ultimate Box (2009), включающая все дополнения.                         |
| Need for Speed: Hot Pursuit                         | 2010        | PlayStation 3, Xbox 360, Windows                                 | |
| Burnout Crash!                                      | 2011        | PlayStation 3, Xbox 360, iOS                                     | |
| Need for Speed: Most Wanted                         | 2012        | PlayStation 3, Wii U, Xbox 360, Windows                          | Последняя, по состоянию на 2022 год, игра компании на собственном движке.                                 |
| Need for Speed: Rivals                              | 2013        | PlayStation 3, PlayStation 4, Xbox 360, Xbox One, Windows        | Содействие в разработке Ghost Games.                                                                      |
| Battlefield Hardline                                | 2015        | PlayStation 3, PlayStation 4, Xbox 360, Xbox One, Windows        | Игра Visceral Games, Criterion оказала помощь в разработке.                                               |
| Star Wars Battlefront: X-Wing VR Mission            | 2015        | PlayStation 4 с PlayStation VR                                   | Отдельная миссия игры Star Wars: Battlefront, выпущенная для очков виртуальной реальности PlayStation VR. |
| Star Wars: Battlefront II                           | 2017        | PlayStation 4, Xbox One, Windows                                 | Игра DICE, Criterion оказала помощь в разработке.                                                         |
| Battlefield V                                       | 2018        | PlayStation 4, Xbox One, Windows                                 | Игра DICE, Criterion оказывает помощь в разработке.                                                       |
| Burnout Paradise Remastered                         | 2018        | PlayStation 4, Xbox One, Windows                                 | Переиздание с улучшенной графикой и некоторыми особенностями.                                             |
| Need for Speed: Heat                                | 2019        | PlayStation 4, Xbox One, Windows                                 | Игра Ghost Games, Criterion оказала помощь в разработке.                                                  |
| Battlefield 2042                                    | 2021        | PlayStation 4, PlayStation 5, Xbox One, Xbox Series X/S, Windows | Игра DICE, Criterion оказывает помощь в разработке.                                                       |
| Need for Speed Unbound                              | 2022        | PlayStation 5, Xbox Series X/S, PC (Microsoft Windows)           | |
| Battlefield 6                                       | 2025        | PlayStation 5, Xbox Series X/S, PC (Microsoft Windows)           | Игра DICE, Criterion оказывает помощь в разработке.                                                       |

## Награды
- Лучшее место для работы в индустрии видеоигр Великобритании в категории «Лучшие компании среднего размера» по версии GamesIndustry.biz в 2017—2022 годах[11][12][13][14][15][16].